# Khảo cổ học

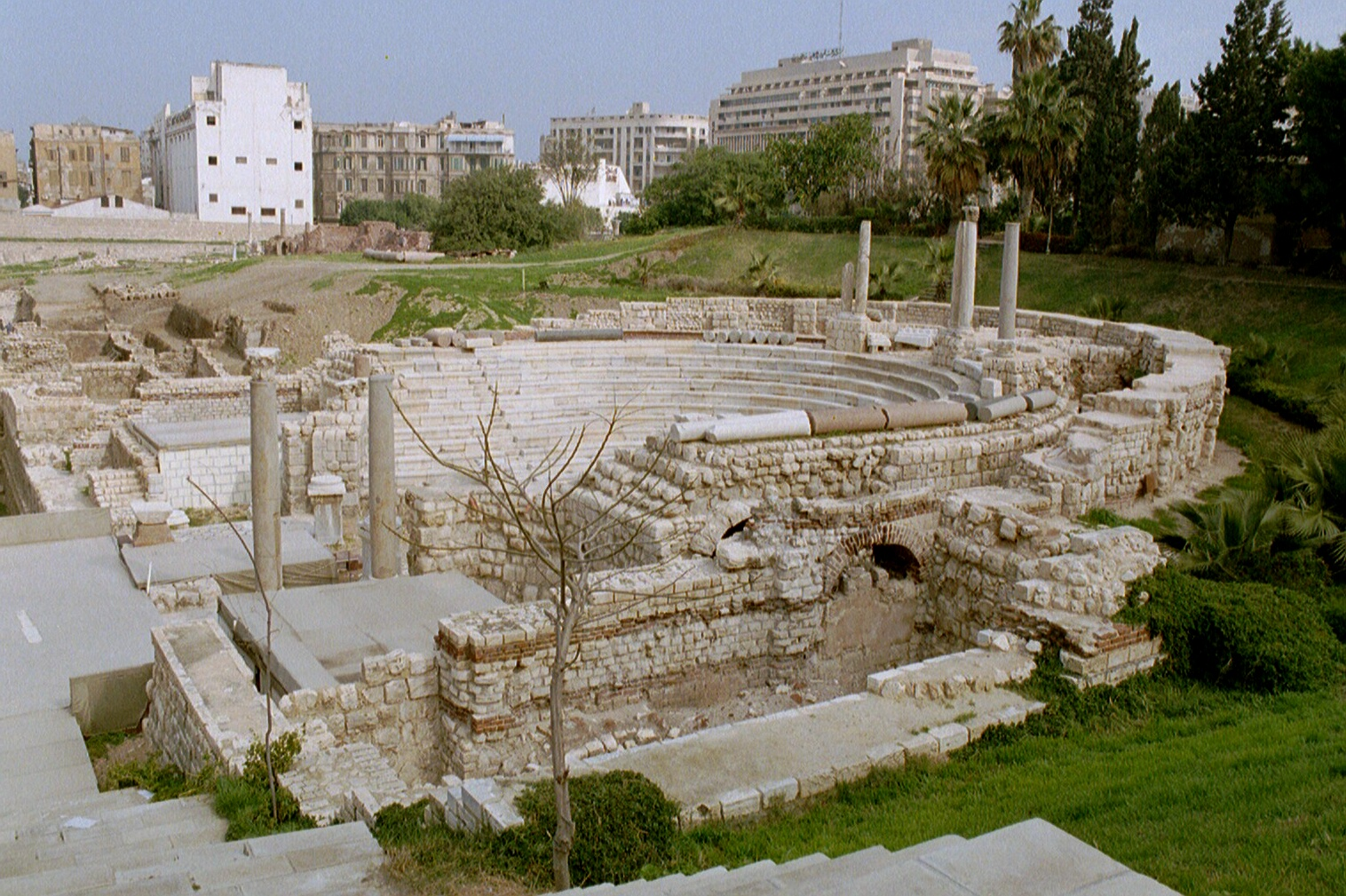
Đấu trường La Mã, Alexandria, Ai Cập.

Khảo cổ học (tiếng Hán 考古學) hay còn gọi là bác cổ là ngành khoa học nghiên cứu hoạt động của con người trong quá khứ, thường bằng cách tìm kiếm, phục chế, sắp xếp và nghiên cứu những chi tiết văn hóa và dữ liệu môi trường mà họ để lại, bao gồm vật tạo tác, kiến trúc, hiện vật sinh thái và phong cảnh văn hóa. Khảo cổ học được coi là một Khoa học xã hội và Nhân văn, tại Hoa Kỳ, khảo cổ học được coi là một phân ngành của Nhân học nhưng tại châu Âu, nó được coi là một ngành khoa học riêng biệt.
Khảo cổ học nghiên cứu về thời Tiền sử và lịch sử loài người từ khi tạo nên công cụ đá đầu tiên Đông Phi 4 triệu năm trước cho đến vài thập niên gần đây  (Khảo cổ không bao gồm Cổ sinh vật học). Khảo cổ đóng vai trò đặc biệt quan trọng trong việc nghiên cứu về xã hội nguyên thủy, từ thời Đồ đá cũ cho đến khi chữ viết xuất hiện, chiếm tới 99% lịch sử loài người nhưng không có văn bản nào để nghiên cứu. Khảo cổ học có rất nhiều mục đích, từ tìm hiểu Sự tiến hóa của loài người đến Sự phát triển của văn hóa. Nghiên cứu trên một phạm vi rộng lớn, khảo cổ sử dụng những thành quả và tác động lên nhiều ngành học khác nhau như: Nhân học, Lịch sử, Lịch sử nghệ thuật, Học thuật cổ điển, Dân tộc học, Địa lý, Địa chất học, Ngôn ngữ học, Ký hiệu học, Vật lý, Hóa học, Khoa học thông tin, Khoa học thống kê, Cổ sinh thái học, Cổ sinh vật học, Cổ động vật học, Cổ thực vật học và Cổ dân tộc thực vật học. Phát triển từ Antiquarius ở châu Âu trong thế kỉ 19, ngày nay khảo cổ học đã được nghiên cứu và ứng dụng rộng rãi khắp thế giới. Từ buổi sơ khai, khảo cổ đã có nhiều phân ngành khác nhau, được ứng dụng những phương pháp khoa học và kĩ thuật tiên tiến vào nghiên cứu. Những vấn đề mà các nhà khảo cổ phải đối mặt hiện nay là: giả khảo cổ, hư hỏng, mất mát hiện vật, sự thiếu quan tâm của xã hội và sai lầm khi khai quật.

## Lịch sử

### Sơ khai
Ban đầu, Khảo cổ học xuất phát từ Sử học và những người ham mê nghiên cứu về quá khứ. Herodotus (c. 484-c. 425 TCN) là học giả đầu tiên nghiên cứu khảo cổ có hệ thống. Ông được biết đến với bộ sách 9 cuốn có tên tiếng Hy Lạp: Ἱστορίαι, "Historiai", trong đó ông viết về mọi hiện vật được tìm thấy ở nhiều vùng khác nhau. Từ đó, ông có thể tìm thấy nguyên nhân và diễn biến của một số sự kiện lịch sử như Chiến tranh Hy Lạp - Ba Tư. Tuy nhiên các học giả đã tìm thấy một số lỗi trong ghi chép của Herodotus, ví dụ như ông đã không đi xa về phía nam dòng Nile như ông viết.
Khảo cổ học sau đó gắn với Antiquarius: là học thuật về lịch sử, có sự quan tâm về việc nghiên cứu những hiện vật, tư liệu cùng với di tích lịch sử. Các học giả cũng dùng những dấu hiệu được kiểm chứng để hiểu quá khứ. Nhà cổ học thế kỉ 18 Richard Colt Hoare nói "Chúng ta nói từ sự thật, không phải giả thuyết". Những thử nghiệm để hệ thống hóa, dần đưa khảo cổ trở thành một khoa học diễn ra vào Kỉ nguyên ánh sáng ở châu Âu trong thế kỉ 17 và 18.
Sự quan tâm học thuật về phần còn lại của nền văn minh Hy - La và những cuộc tái khám phá văn hóa cổ điển bắt đầu từ cuối thời kì Trung Cổ. Nhà sử học nhân văn Phục Hưng Ý Flavio Biondo đã tiến hành cuộc khám phá có hệ thống các phế tích và nghiên cứu Cổ địa hình vào đầu thế kỉ 15. Ông được coi là một trong những người sáng lập Khảo cổ học. Các nhà cổ học như John Leland và William Camden khảo sát vùng nông thôn nước Anh, vẽ, mô tả và giải thích những di tích mà họ phát hiện được.

### Những cuộc khai quật đầu tiên

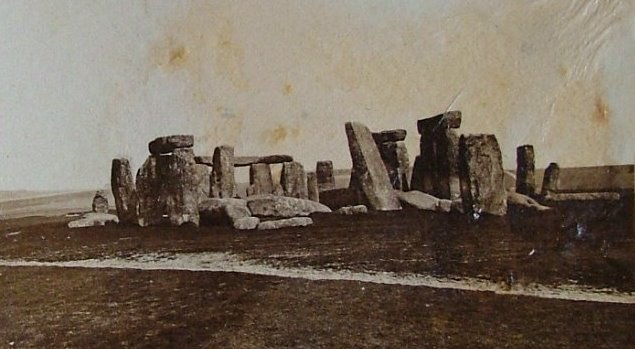
Một trong những bức ảnh đầu tiên về Stonehenge, chụp tháng 7 năm 1877

Những địa điểm được tiến hành khai quật đầu tiên là Stonehenge và những di tích cự thạch khác ở Anh. John Aubrey, một nhà khảo cổ tiên phong đã ghi nhận nhiều cự thạch và những di tích lộ thiên khác ở miền Nam nước Anh. Ông là người đi trước thời đại qua việc phân tích những kết quả khám phá. Ông cố gắng sắp xếp theo thời gian và loại sự tiến hóa của văn bản, kiến trúc, trang phục và hình lá chắn.
Những cuộc khai quật khác cũng được tiến hành tại hai thành phố cổ Pompeii và Herculaneum, nơi từng bị chôn vùi bởi dung nham sau vụ phun trào núi Vesuvius năm 79. Pompeii được khai quật từ năm 1748 trong khi Herculaneum được khám phá từ 1738. Việc tìm thấy toàn bộ thành phố cùng với dụng cụ, phần cơ thể người và những bức bích họa dưới lòng đất gây ảnh hưởng mạnh mẽ trên toàn châu Âu.
Tuy nhiên, trước khi kĩ thuật khảo cổ hiện đại ra đời, công việc khai quật còn kém hiệu quả. Sự quan trọng của nhận thức về phân tầng và đơn vị địa tầng bị bỏ qua.

### Sự phát triển của phương pháp khảo cổ

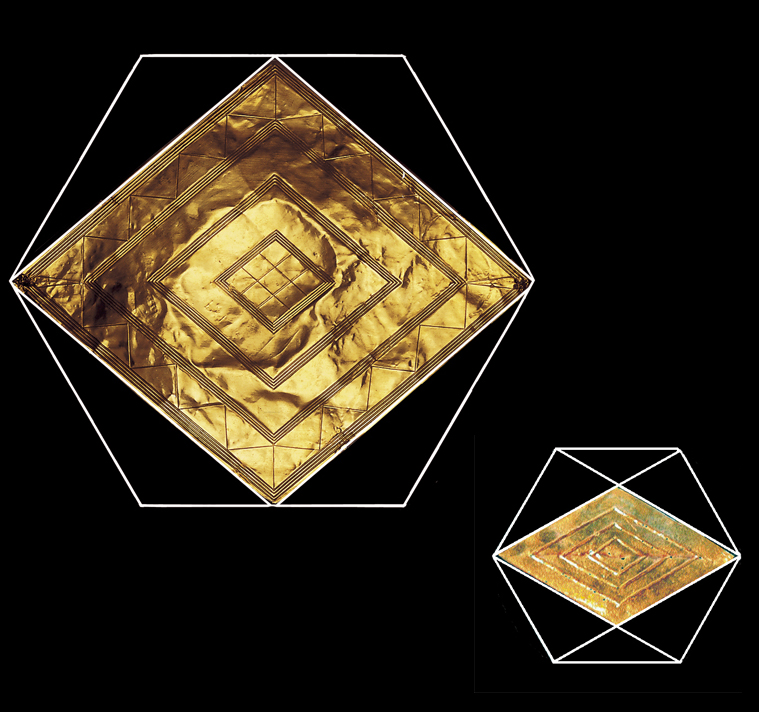
Hiện vật tìm thấy được trong cuộc khai quật tại John Barrow năm 1808 do Richard Colt Hoare và William Cunnington tổ chức.

Cha đẻ của kĩ thuật khai quật hiện đại là William Cunnington (1754–1810). Với sự tài trợ của Richard Colt Hoare, ông đã tiến hành một số cuộc khai quật tại Wiltshire trong năm 1798. Ông ghi nhận tỉ mỉ về nấm mồ thời Đá mới và Đồ đồng, những khái niệm mà ông sử dụng để phân loại và mô tả vẫn được dùng bởi các nhà khảo cổ hiện đại.
Một trong những thành tựu quan trọng trong thế kỉ 19 là việc sử dụng và phát triển khái niệm địa tầng. Ý tưởng về các tầng đá được sử dụng từ những nghiên cứu mới về địa chất học và cổ sinh vật học của một số học giả như William Smith, James Hutton và Charles Lyell. Với các cuộc khai quật di chỉ thời Tiền sử và Đồ đồng, địa tầng đã trở thành một khái niệm căn bản của khảo cổ học. Vào những thập niên cuối thế kỉ 19, các nhà khảo cổ như Jacques Boucher de Perthes và Christian Jürgensen Thomsen đã sắp xếp những hiện vật phát hiện được theo thứ tự thời gian. Khái niệm niên đại địa chất cũng được đưa ra trong thời gian này, phá vỡ thành kiến của mọi người cho rằng tuổi Trái Đất khá thấp.
Trước khoảng giữa thế kỉ 19, khảo cổ vẫn được coi là hoạt động thêm của các học giả. Nhân vật quan trọng đưa khảo cổ trở thành một khoa học hoàn chỉnh là Augustus Pitt Rivers, sĩ quan quân đội và nhà dân tộc học người Anh. Ông tiến hành khai quật trên lãnh địa của mình từ thập niên 1880. Phương pháp tiếp cận, sắp xếp hiện vật theo tính chất vật lý và thứ tự thời gian làm nổi bật sự tiến hóa của loài người và không loại trừ bất kì hiện vật nào của ông rất tiên tiến so với thời bấy giờ (trước đó, những hiện vật đẹp và độc đáo mới được thu thập và phân loại). Ông là người đầu tiên được coi là nhà khảo cổ học thực thụ.

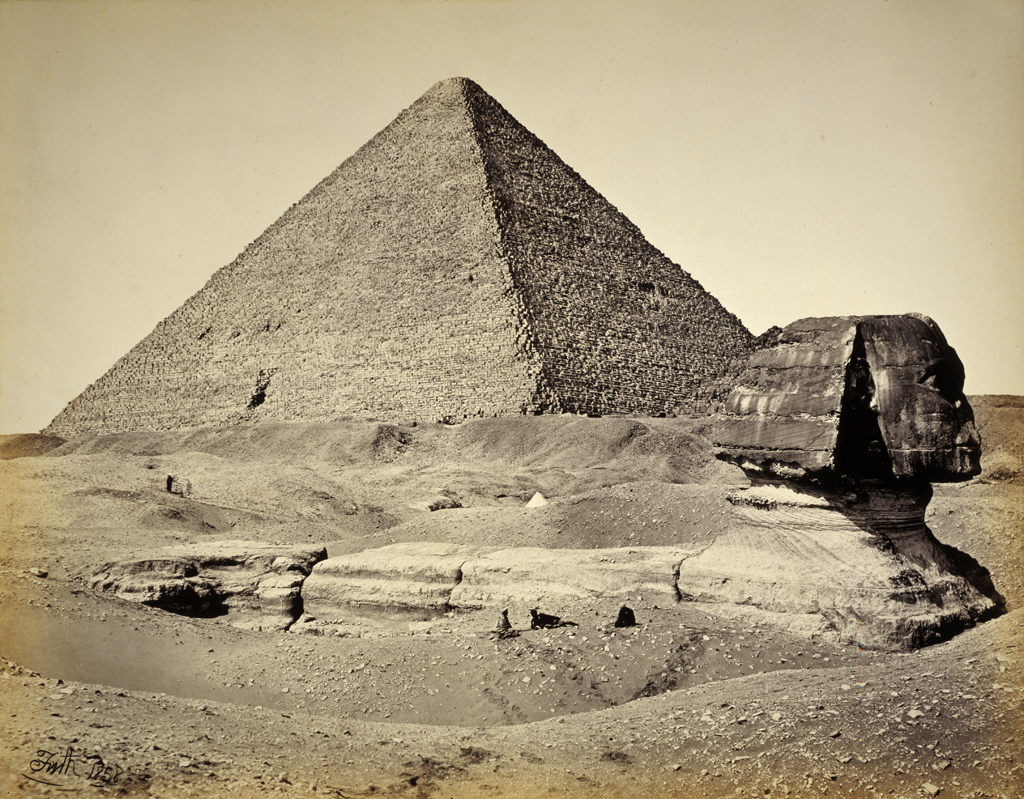
Kim tự tháp Kheops và Nhân sư năm 1858

Một nhà khoa học khác được coi như Cha đẻ Khảo cổ học là William Flinders Petrie, người đầu tiên khảo sát Kim tự tháp Kheops một cách khoa học, nhờ đó ông đã khám phá ra cách xây dựng Kim tự tháp. Petrie đã xây dựng hệ thống phân loại hiện vật, làm cách mạng hóa nền móng của Ai Cập học, đồng thời tạo dựng nên các nhà Ai Cập học tiêu biểu, trong đó có Howard Carter, người khám phá hầm mộ của Pharaon Tutankhamun.
Cuộc khai quật di chỉ Hissalirk, một phần của thành Troy tiến hành bởi Heinrich Schliemann, Frank Calvert, Wilhelm Dörpfeld và Carl Blegen vào thập niên 1870, là cuộc khai quật đầu tiên được biết đến rộng rãi. Họ đã tìm thấy 9 di chỉ văn hóa khác nhau, từ thời Tiền sử đến thời kỳ Hy Lạp hóa. Cùng thời gian, cuộc khai quật ở Knossos trên đảo Crete do Author Evans tổ chức đã phát hiện nền văn minh Minoan.

### Khảo cổ học hiện đại
Một thành tựu quan trọng khác là sự ra đời của phương pháp Wheeler-Kenyon do Mortime Wheeler sáng lập và Kathleen Kayon, học trò của ông phát triển trong nửa đầu thế kỉ 20. Nó đánh dấu sự tiến bộ của phương pháp khai quật, làm khảo cổ phát triển nhanh chóng.
Khảo cổ trở thành một ngành chuyên nghiệp từ nửa đầu thế kỉ 20 và bắt đầu trở thành một bộ môn tại trường đại học, thậm chí các cấp học thấp hơn. Vào cuối thế kỉ 20, hầu hết các nhà khảo cổ chuyên nghiệp đều được đào tạo và có chứng chỉ. Khảo cổ tiếp tục phát triển mạnh mẽ nhờ có thêm ứng dụng và kĩ thuật hiện đại: Định tuổi bằng đồng vị cacbon 14C, kĩ thuật không ảnh và ảnh vệ tinh, GIS, bộ cảm biến ánh sáng (LIDAR), bộ cảm ứng dưới lòng đất và kĩ thuật phân tích DNA.

## Mục đích

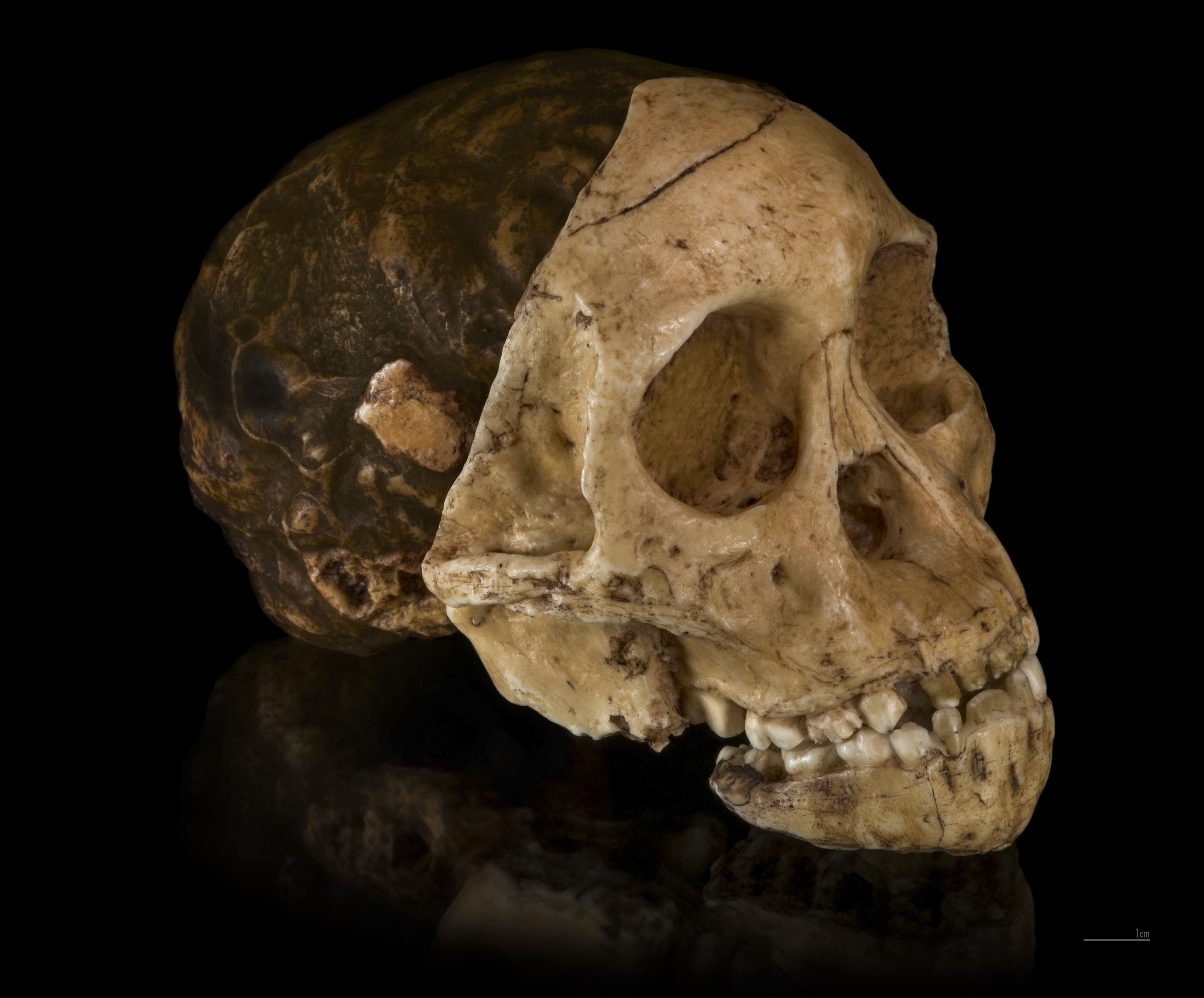
Đầu lâu có niên đại 2,1 triệu năm tuổi.

Mục đích của khảo cổ học là nghiên cứu về sự tiến hóa của loài người và hoạt động của con người trong quá khứ. Gần như toàn bộ lịch sử loài người nằm trong thời nguyên thủy. Nhiều bước tiến vĩ đại diễn ra trong thời kì này như: sự tiến hóa từ vượn cổ phương Nam đến người hiện đại, những tiến bộ kĩ thuật và tiến bộ về xã hội, nhưng không có văn bản nào để nghiên cứu. Chúng ta không thể hiểu được thời đại này nếu không dùng đến những phương pháp khảo cổ.
Không chỉ thời Tiền sử, mà thời kì con người đã có lịch sử và văn hóa vẫn cần đến khảo cổ học, thông qua phân ngành khảo cổ học lịch sử. Vì nhiều nền văn minh như Hy Lạp cổ đại hay Lưỡng Hà, văn bản thường chưa hoàn thiện và có sự thiên vị. Học vấn trong nhiều xã hội rất hạn chế, thường chỉ giới hạn ở tầng lớp quý tộc và tăng lữ. Thị hiếu và thế giới quan của nhóm người này khác biệt rất lớn với phần còn lại của xã hội. Văn bản đại diện cho quan điểm và nhận thức chung của xã hội rất hiếm, hầu như không được lưu trữ. Bởi vậy, văn bản không được tin cậy như nguồn nghiên cứu độc nhất.

### Học thuyết
Không có một phương pháp tiếp cận nào được tất cả nhà khảo cổ tán thành. Khi khảo cổ mới được hoàn thiện cuối thế kỉ 19, phương pháp tiếp cận đầu tiên là khảo cổ lịch sử - văn hóa, chú trọng giải thích nguyên nhân văn hóa thay đổi và thích nghi nhiều hơn là tìm sự thật về những gì đã diễn ra, vì vậy nó nhấn mạnh chủ nghĩa cá biệt lịch sử, cho rằng các nền văn hóa có thể đến cùng một đích qua nhiều con đường khác nhau. Đầu thế kỉ 20, các nhà khảo cổ dùng phương pháp tiếp cận trực tiếp lịch sử, khảo sát di tích từ thời Tiền sử đến hiện đại.
Vào thập niên 60 thế kỉ 20, trào lưu khảo cổ mới xuất hiện bởi các nhà khảo cổ Mĩ, tiêu biểu là Lewis Binford và Kent Flannery, đối nghịch lại khảo cổ lịch sử - văn hóa. Khảo cổ mới được coi là khoa học hơn, nhân học hơn với sự sử dụng giả thuyết và các phương pháp nghiên cứu khoa học hiện đại. Đến thập niên 80, trào lưu hậu khảo cổ mới xuất hiện dưới sự lãnh đạo của các nhà khảo cổ Anh Michael Shanks, Christopher Tilley, Daniel Miller  và Ian Hodder , đặt dấu hỏi cho khảo cổ mới về sức hấp dẫn của chủ nghĩa thực chứng và tính khách quan và nó nhấn mạnh quy luật nhân quả. Tuy nhiên các nhà khảo cổ mới cho rằng hậu khảo cổ mới thiếu tính khoa học cần thiết, tính đúng đắn của khảo cổ mới và hậu khảo cổ mới vẫn còn được tranh cãi.
Ngày nay, lý thuyết khảo cổ chịu ảnh hưởng từ rất nhiều học thuyết như thuyết Tân Darwin, thuyết hiện tượng, thuyết hậu hiện đại, thuyết can thiệp, khoa học nhận thức, thuyết chức năng, khảo cổ các học giả tính, khảo cổ học nữ quyền và thuyết hệ thống.

## Phương pháp
Một cuộc khảo sát khảo cổ bao gồm nhiều giai đoạn khác nhau, mỗi giai đoạn cần đến nhiều phương pháp. Trước khi cuộc khảo sát bắt đầu, di tích cần được làm rõ và được sự nhất trí giữa các nhà khảo cổ. Sau đó, họ tiến hành thăm dò thực địa để tìm kiếm vị trí xác thực nhất của di tích. Di tích được khai quật và thu thập tất cả những hiện vật phát hiện được. Thông tin từ cuộc khai quật được phân tích, nghiên cứu và đánh giá để đạt được mục đích nghiên cứu ban đầu. Sau đó, kết quả khảo cổ được coi là có thể công khai và trở thành nguồn tư liệu cho sử gia và các nhà khảo cổ khác, nhưng nó vẫn bị bác bỏ trong một số trường hợp.

### Quan sát từ xa
Trước khi tiến hành khai quật, di tích được tìm kiếm bằng kĩ thuật ảnh vệ tinh trên một vùng rộng lớn.

### Thăm dò thực địa

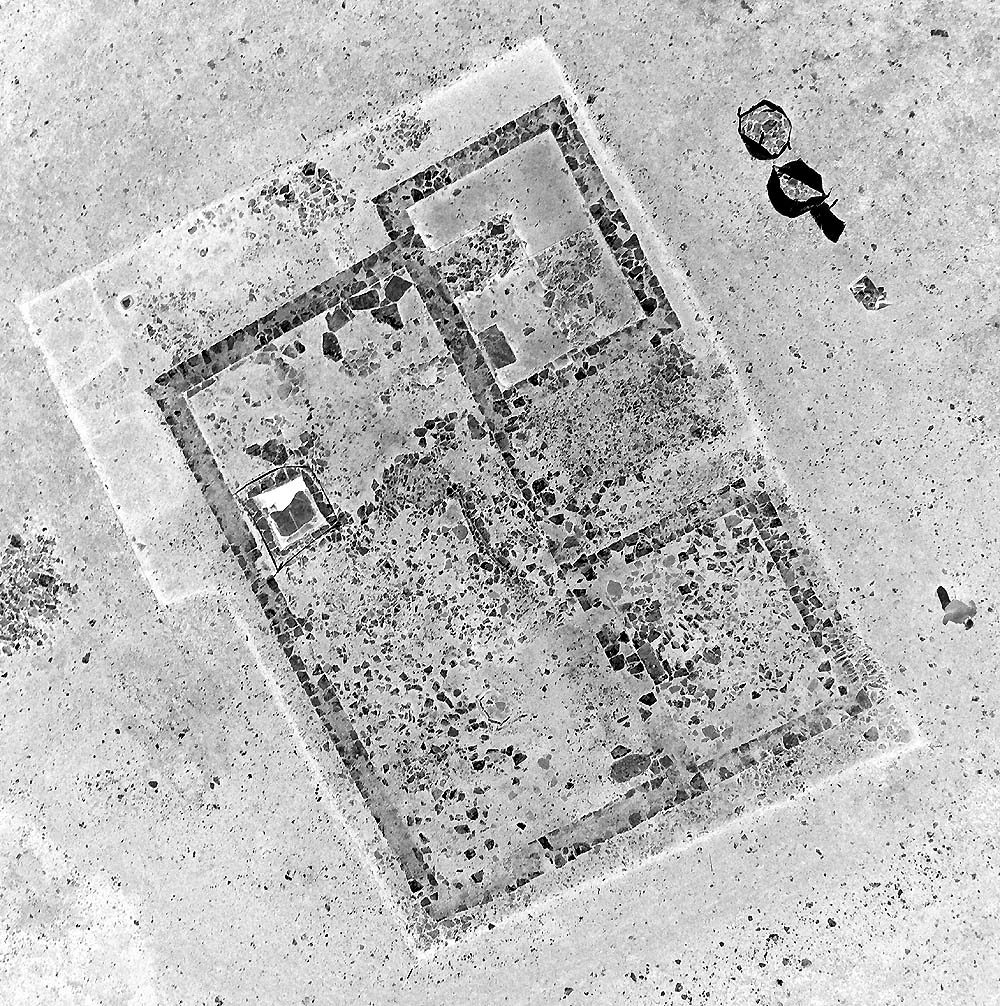
Không ảnh chụp từ diều của điểm khai quật: tòa nhà cổ La Mã ở Nesley, gần Tetbury tại Gloucestershire

Dự án được tiếp tục (hay bắt đầu) bằng cuộc thăm dò thực địa. Thăm dò khu vực là xác định vị trí di chỉ trên một vùng, trong khi thăm dò di chỉ là xác định những di vật có trong một di chỉ, ví dụ: nhà cửa hay hầm mộ. Hai kiểu thăm dò này sử dụng rộng rãi những phương pháp giống nhau.
Thời gian đầu, các nhà khảo cổ vẫn chưa ứng dụng rộng rãi thăm dò thực địa. Họ xác định di chỉ nhờ dân địa phương và chỉ khai quật khi có thể nhìn thấy tận mắt. Gordon Willey, người đi tiên phong, đã tiến hành thăm dò toàn bộ khu vực thay vì khảo sát từng di chỉ trong cuộc khảo sát thung lũng Viru, Peru năm 1949. Từ đó, thăm dò thực địa ngày càng tiến bộ cùng với sự ra đời của lý thuyết khảo cổ mới vài năm sau đó.
Thăm dò có nhiều lợi ích khi nó được tiến hành như một cuộc tập dượt trước khai quật. Thời gian ngắn, chi phí thấp do không phải đào một khối lượng khổng lồ đất đá để tìm hiện vật (tuy nhiên các nhà khảo cổ dùng phương pháp lấy mẫu để tìm kiếm trong một khu vực rộng lớn, khi thăm dò trở nên đắt đỏ). Ngoài ra, thăm dò còn ngăn ngừa sự tàn phá của con người đối với di chỉ và là cách duy nhất để thu thập một vài dạng thông tin như điểm dân cư. Thông tin thăm dò thường được ghi lại dưới dạng bản đồ, nhờ đó nhà khảo cổ có thể dễ dàng xác định các vị trí cần thiết.
Phương pháp thăm dò đơn giản nhất là thăm dò bề mặt, được thực hiện bằng cách lùng tìm những di chỉ, hiện vật có thể quan sát bằng mắt thường trên mặt đất. Nhà khảo cổ thường đi bộ hay sử dụng một số phương tiện giao thông và dùng những công cụ khai quật đơn giản như khoan, xẻng khai quật và dụng cụ lấy lõi. Nếu không phát hiện được vật gì, vùng thăm dò bị coi là trống rỗng.
Thăm dò từ trên không được thực hiện bằng cách gắn camera trên các phương tiện bay như máy bay, khinh khí cầu hay diều. Phương pháp này giúp xác định được hiện vật ẩn dưới lòng đất, nhờ tính chất của thực vật khi mọc trên các loại đất khác nhau. Kĩ thuật thăm dò từ trên không còn bao gồm sử dụng tia cực tím, tia hồng ngoại, LIDAR, cảm ứng nhiệt.
Thăm dò địa vật lý là phương pháp tốt nhất để dò tìm những vật dưới lòng đất, bằng việc sử dụng một số phương pháp như radar quét (GPR), từ trường, điện từ cảm ứng,... có thể thấy được sự khác biệt giữa hiện vật với đất và các hiện vật khác nhau. Đo radar quét 3D có thể dựng lại hình ảnh khu vực bị chôn vùi do bùn hay tro núi lửa.
Trong khảo cổ dưới mặt nước, một số công cụ dùng để thăm dò là: từ kế hải dương, sonar quét sườn, sonar quét đáy.

### Khai quật
Khai quật được bắt đầu khi di chỉ vẫn chưa được đi sâu và phần lớn thông tin còn nằm dưới lòng đất, điều này thường thấy ở đa số dự án khảo cổ. Khai quật đem lại những thứ mà thăm dò không thể phát hiện như địa tầng, cấu trúc không gian và đơn vị địa tầng được thẩm định trước.

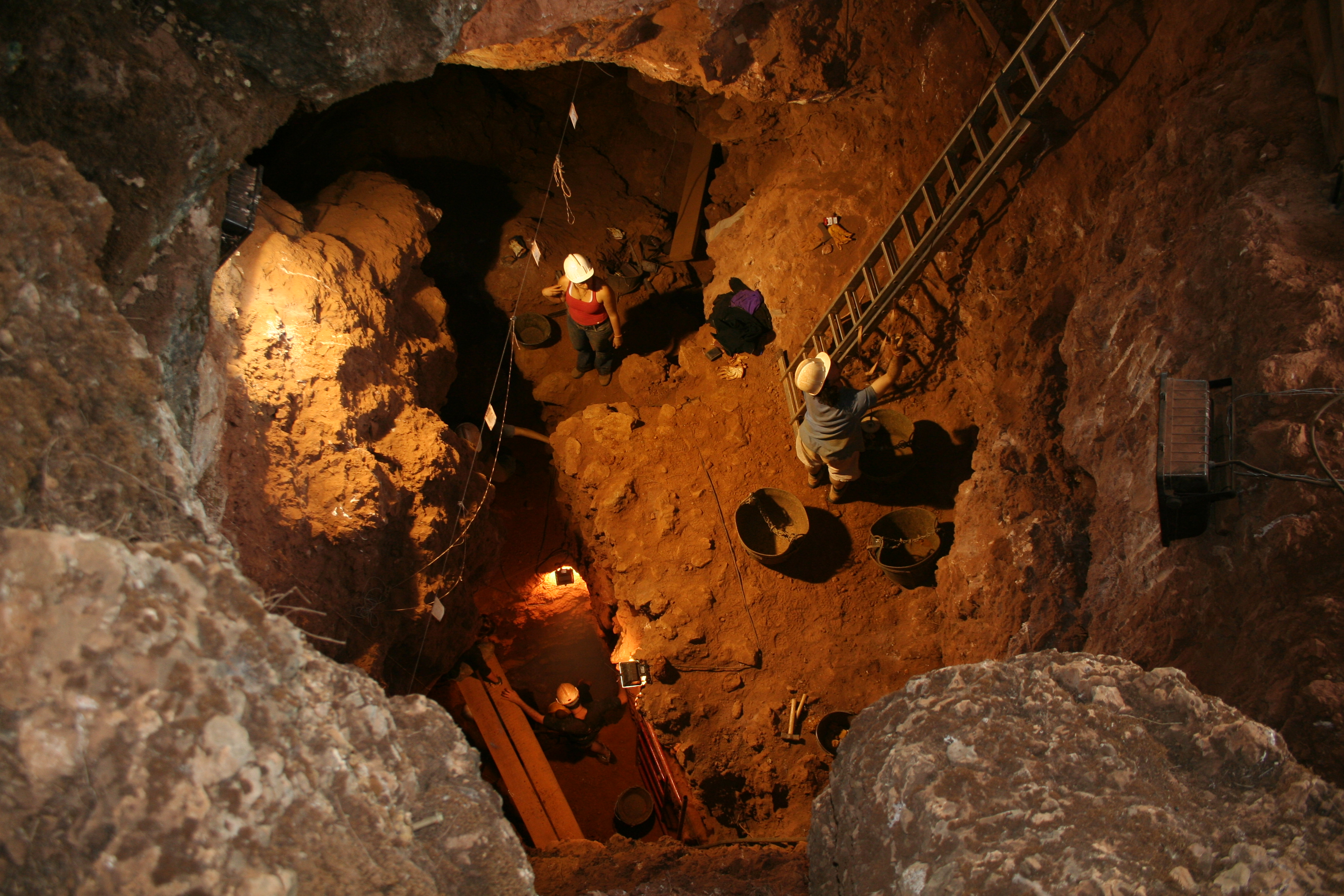
Khai quật hang Santa Ana (Cáceres, Extremadura, Tây Ban Nha)

Kĩ thuật khảo cổ hiện đại yêu cầu nguồn gốc của di tích và các vật thể liên quan phải được ghi nhận. Các nhà khảo cổ xác định vị trí cụ thể trong không gian của từng hiện vật trong di tích, tìm mối liên hệ và tổ chức giữa chúng để tiếp tục phân tích. Nhờ đó, họ xác định được chính xác thông tin cần tìm hiểu về di tích. Ví dụ: Vật thể có niên đại nhỏ hơn thường nằm phía trên vật thể có niên đại lớn.
Khai quật là công đoạn tốn nhiều chi phí nhất trong dự án. Khai quật mang tính phá hủy và đi kèm một số tác động tiêu cực của con người. Vì thế rất ít di tích được khám phá toàn bộ. Hiệu suất khai quật phổ biến trong khoảng 90%, phụ thuộc vào điều kiện tự nhiên, xã hội và phương pháp làm việc. Máy xúc được sử dụng rộng rãi để đào tầng đất mặt, tuy nó được cảnh báo về sự nguy hiểm đối với di tích. Sau khi đào xong tầng mặt, khu đất mới phát lộ được làm sạch bằng phương pháp thủ công như dùng bay hay cuốc để đảm bảo tất cả vật thể cần tìm kiếm đều xuất hiện. 

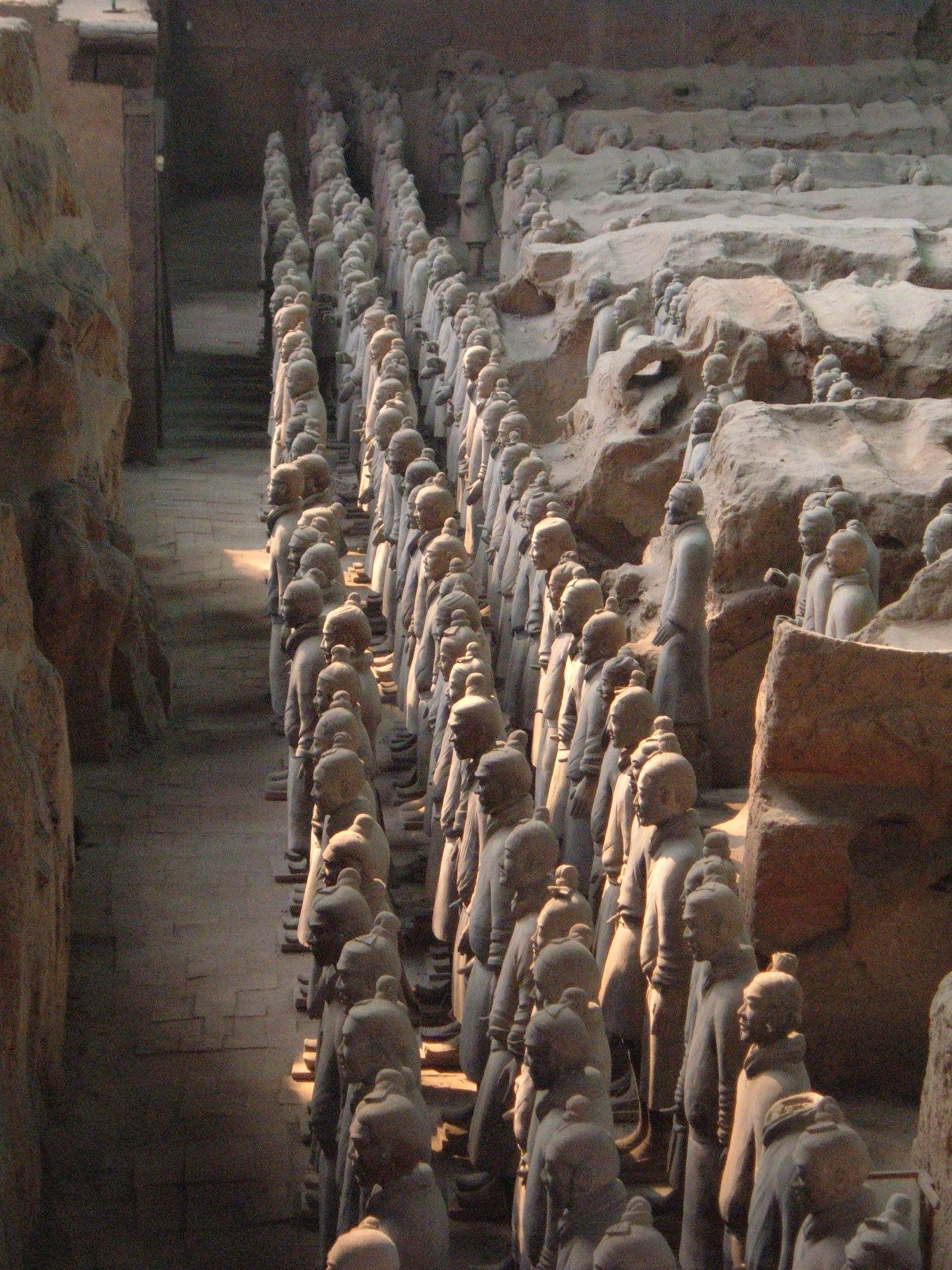
Đội quân đất nung trong Khu lăng mộ Tần Thủy Hoàng

Nhiệm vụ tiếp theo là thiết lập bản vẽ của di tích để quyết định phương pháp cho công đoạn khai quật sau. Người ta đào bới thủ công tầng đất tự nhiên để tạo ra khung cảnh thích hợp cho việc ghi nhận thông tin, thường là hố hay hào. Những khung cảnh này gồm 2 phần cắt và lấp. Cắt là đường bao của khung cảnh còn lấp là cái bao phủ nó trước khi khai quật, hơi khác với đất tự nhiên. Chúng cùng với hiện vật được thu thập được đo đạc, vẽ, chụp ảnh và ghi chú cẩn thận. Thông tin này được coi như chứng cứ vĩnh viễn để nghiên cứu di tích.

### Sau khai quật
Di tích cùng với những thứ liên quan cần được nghiên cứu chính xác ngay sau khi khai quật để thu thập nhiều thông tin nhất có thể. Công đoạn này gọi là phân tích sau khai quật, tốn nhiều thời gian nhất trong toàn dự án. Những di tích lớn cần hàng năm liền để hoàn tất kết quả nghiên cứu.

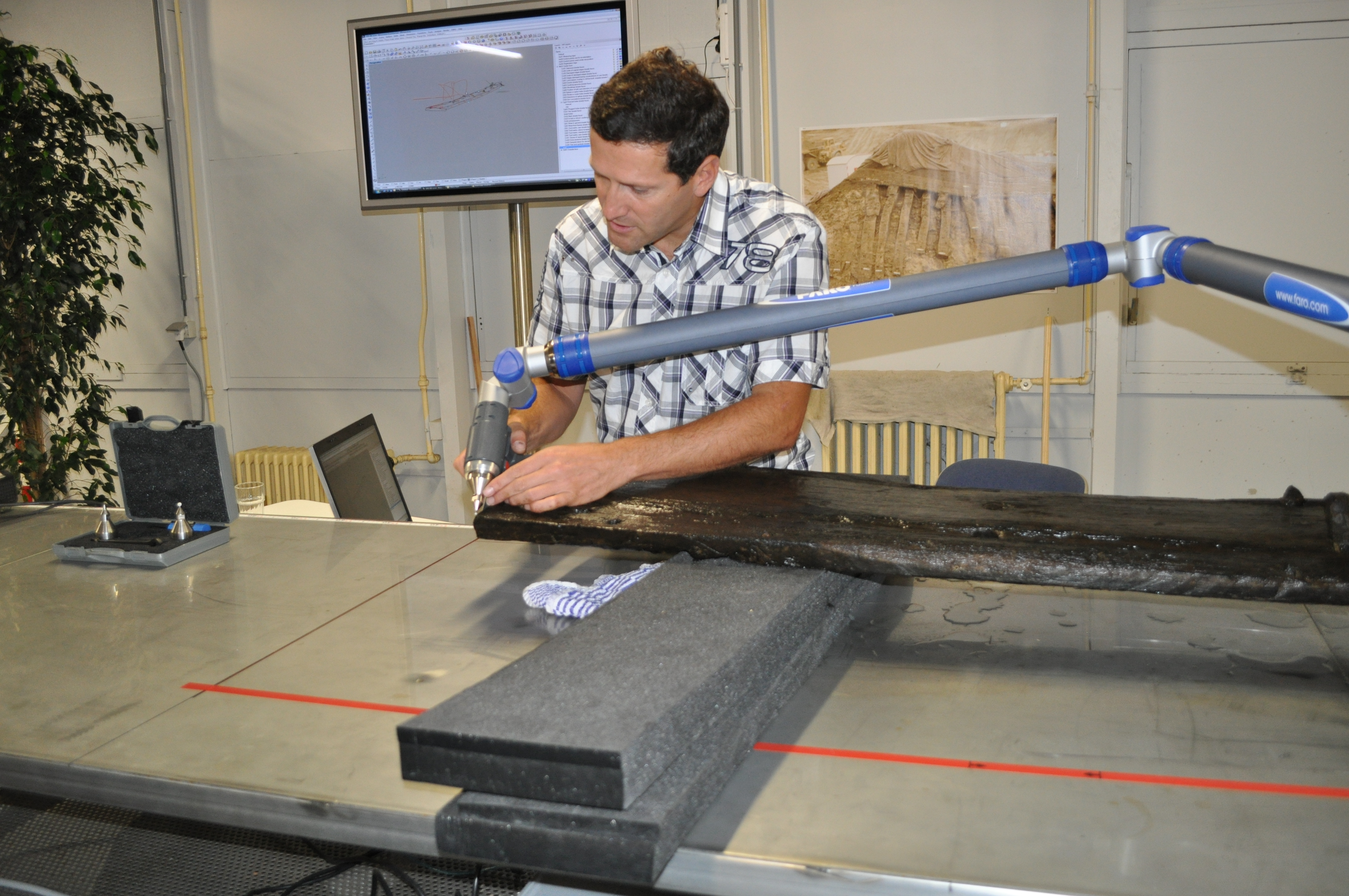
Một nhà khảo cổ đang tìm hiểu một loài cây gỗ cổ đại

Cách phân tích giản đơn nhất là làm sạch, lập danh mục, so sánh với kết quả nghiên cứu trước đó, phân loại và tìm kiếm di tích có cùng hiện vật. Những phương pháp phức tạp hơn được khảo cổ khoa học nghiên cứu. Nhờ đó, ta có thể biết mọi thứ liên quan đến những mẩu xương, lá cây hay phấn hoa bị chôn vùi từ hàng ngàn năm trước (cùng với công cụ của Cổ động vật học, Cổ dân tộc thực vật học và Phấn hoa học) hay giải nghĩa các văn tự cổ đại.

### Điện tử và tự động hóa
Khoảng năm 1995, các nhà khảo cổ bắt đầu sử dụng đồ họa máy tính để thiết lập mô hình 3D của di tích, ví dụ như phòng ngai của cung điện La Mã cổ đại, bằng cách sưu tập hình ảnh kết hợp với công nghệ đồ họa. Thậm chí, họ còn thiết lập được điều kiện sống và môi trường xung quanh thời đó hay cách các loài cây cổ đại mọc, sự liên hệ đối với các hiện tượng thiên văn như nhật thực.
Máy bay không người lái đang dần thay thế máy bay, khinh khí cầu và diều trong việc thăm dò. Nó có giá khoảng 650 bảng nhưng bay cao từ 3000-4000m và có thể thiết lập mô hình 3D thay vì bản đồ phẳng, việc đó tiết kiệm rất nhiều thời gian so với trước đây - vài ngày, vài tuần thay vì hàng tháng hoặc hàng năm. Trong năm 2013, máy bay không người lái đã bay trên ít nhất 6 điểm khảo cổ tại Peru, trong đó có thị trấn thời thuộc địa Machu Llacta cao 4000m trên mực nước biển. Máy bay không người lái góp phần giải quyết vấn đề độ cao trên dãy Andes. Tháng 9 năm 2014, máy bay không người lái được dùng để thiết lập mô hình 3D của phế tích thành phố Hi Lạp cổ đại Aphrodisias. Dữ liệu được phân tích tại Học viện khảo cổ Áo, Viên.

## Phân ngành
Giống với những cách phân ngành học thuật khác, các phân ngành của khảo cổ học được phân chia theo phương pháp nghiên cứu, loại đối tượng (phân tích công cụ đá, khảo cổ học thực vật), vị trí địa lý (Khảo cổ học Cận Đông) hay thời gian (Khảo cổ học Trung Cổ) và một số chủ đề khác (khảo cổ học chiến trường, khảo cổ học phong cảnh) đặc biệt là khảo cổ văn hóa và nền văn minh (Ai Cập học, Ấn Độ học)

### Khảo cổ học lịch sử

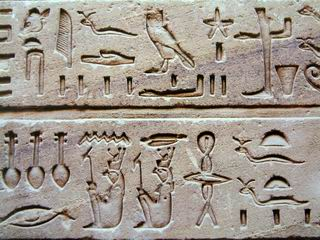
Chữ tượng hình Ai Cập cổ đại trên tường đền Kom Ombo

Khảo cổ học lịch sử nghiên cứu văn hóa với một số dạng văn tự.

### Khảo cổ học dân tộc
Khảo cổ học dân tộc ứng dụng phương pháp của dân tộc ký để nghiên cứu khảo cổ học.

### Khảo cổ học thí nghiệm

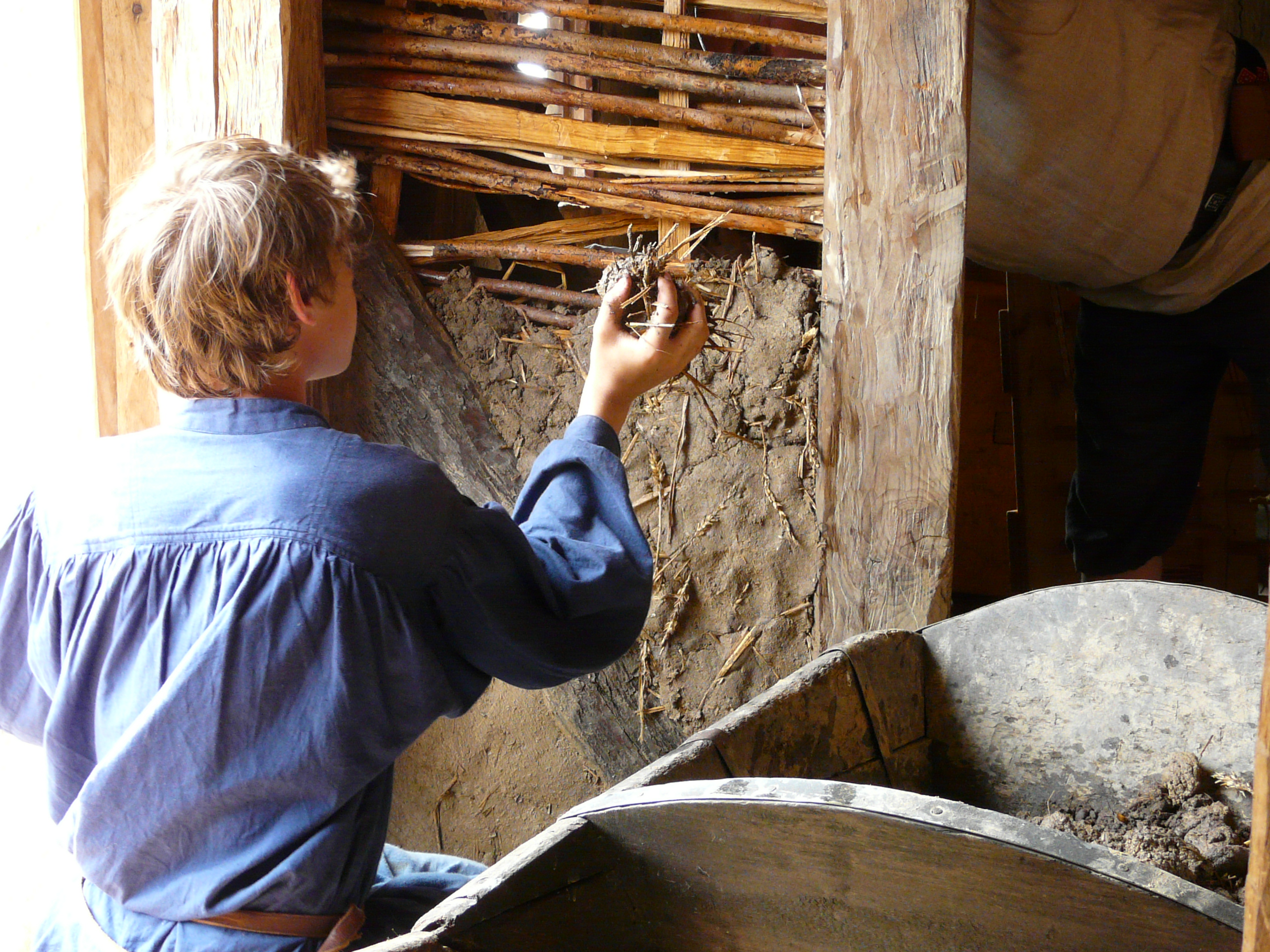
Phục dựng nhà tranh Viking

Khảo cổ học thí nghiệm sử dụng những phương pháp thực nghiệm khoa học để thử nghiệm và chứng minh những giả thuyết khảo cổ, nâng cao kết quả nghiên cứu. Với việc thử nghiệm những kiến trúc, hiện vật được phục chế, nó làm tăng tính khoa học và nhận thức khảo cổ.

### Khảo cổ khoa học
Khảo cổ khoa học ứng dụng những phương pháp khoa học vào phân tích sau khai quật, trợ giúp việc xác định niên đại hiện vật.

## Vấn đề khảo cổ

### Giả khảo cổ
Giả khảo cổ là những hoạt động được tuyên bố như nghiên cứu khảo cổ học nhưng thực tế là chống lại khoa học khảo cổ. Nó bao gồm tiểu thuyết khảo cổ hay một số hoạt động thực tế có liên quan. 

### Mất mát hiện vật

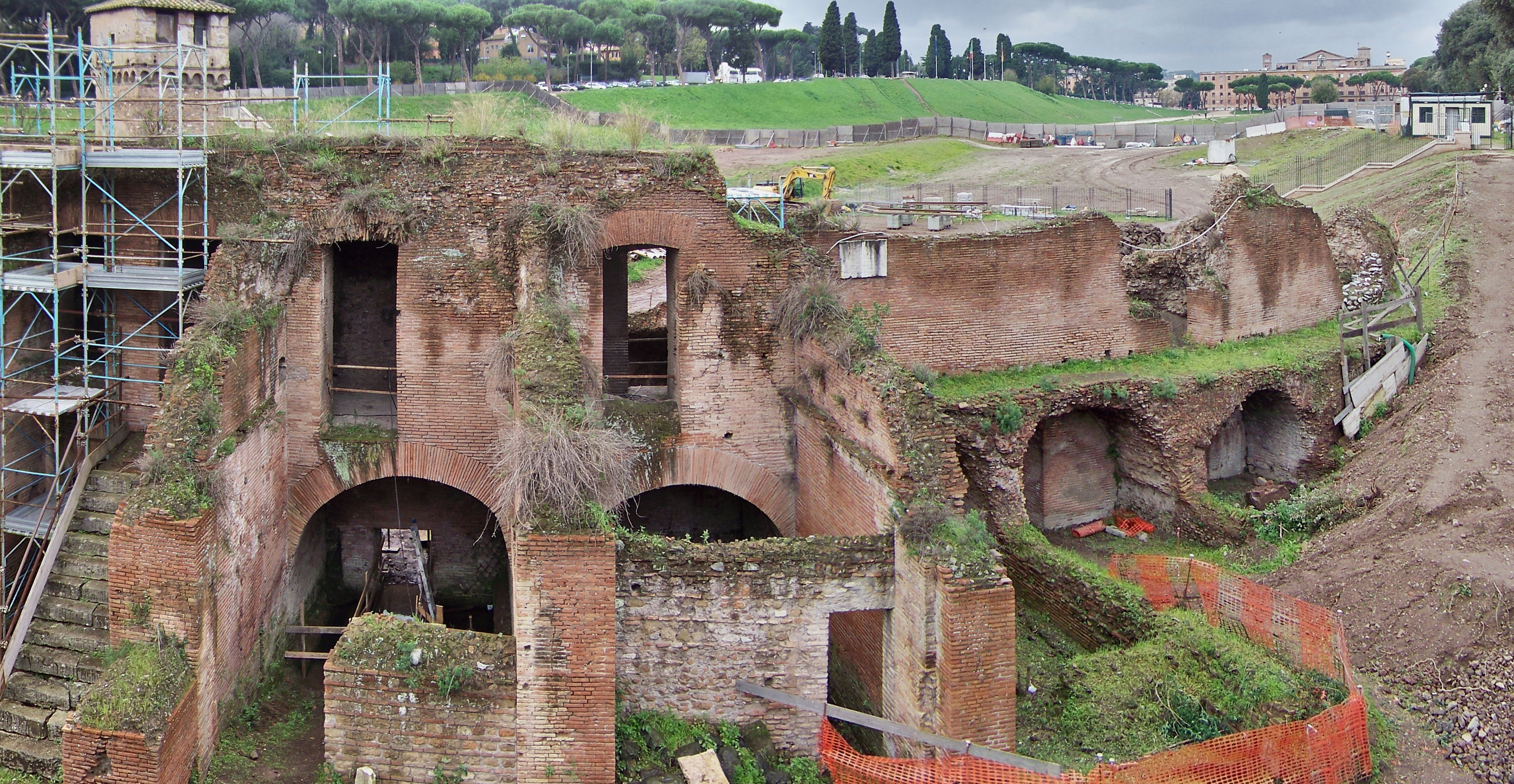
Khảo cổ tại Circus Maximus năm 2012

Mất mát hiện vật là một vấn đề cổ xưa.